# تصوير فيستا
تصوير فيستا (بالإنجليزية: VistA imaging)‏ هي نظام إدارة الصورة الموافق عليه من قبل إدارة الغذاء والدواء المستخدم في وزارة مرافق الرعاية الصحية لشؤون المحاربين القدماء على الصعيد الوطني. وهو واحد من أنظمة إدارة الصور الأكثر استخداماً على نطاق واسع في الاستخدام الروتيني للرعاية الصحية، ويستخدم لإدارة العديد من الأنواع المختلفة للصور المرتبطة بسجلّ المريض الطبي.

## متطلّبات الأجهزة
نظام تصوير فيستا يستخدم مكوّنات الأجهزة لتوفير التخزين قصير وطويل المدى. إنّه يستفيد من خادمات الشبكة للتخزين. إنّه يستخدم نظام التصوير الرقمي والاتصالات في الطب (DICOM) للتواصل مع أنظمة حفظ الصور والاتصال (PACS) التجارية ووسائل مثل أجهزة التصوير المقطعي، MR، والأشعة المحوسبة (الأشعة السينية) لالتقاط الصّور. يستخدم معالج الخلفية لنقل الصّور إلى جهاز التخزين المناسب ولإدارة سعة التخزين.

## أنواع البيانات المدارة
النظام لا يدير فقط الصور الشعاعيّة، لكنّه قادر أيضاً على التقاط وإدارة تخطيط كهربائية القلب، وصور الأمراض، وصور أمراض الجهاز الهضمي(التنظيرالداخلي)، وصور تنظير البطن، والأعمال الورقية المقروءة ضوئياً، أو أساساً أيّ نوع من صور الرعاية الصحية.

## التكامل مع أنظمة السجلات الصحية الالكترونية
تصوير فيستا يكامل حالياً إلى نظام سجلات فيستا الطبية الالكترونية المستخدم على الصعيد الوطني في وزارة مستشفيات شؤون المحاربين القدماء. هذا التكامل قادر على توفير الكفاءة المتزايدة لاسترجاع الصور. كان يستخدم أيضاً كمجموعة من البرامج المنفصلة ويمكن استخدامه مع السجل الصحي الالكتروني عدا عن فيستا.
تصوير فيستا يتصل الآن إلى العمود الفقري الوطني الّذي يسمح للأطبّاء للوصول إلى الصّور ال350 مليون المخزّنة في نظام شؤون المحاربين القدماء من خلال برنامج عرض الصور البعيدة.
طوّرت إدارة شؤون المحاربين القدماء واجهات لأكثر من 250جهاز طبّي في تصوير فيستا، الصّور التي يمكن الوصول إليها من خلال مستعرض تصوير فيستا على سطح المكتب. وزارة الدفاع سوف تستخدم مستعرض تصوير فيستا لتعزيز السجل الصحي الإلكتروني الخاص بها.

## الاستخدام في الشبكة الوطنية للسجلات الصحية
كجزء من الانتداب الوطني الأمريكي لتنسيق الاهتمام بين وزارة الدفاع ووزارة شؤون المحاربين القدماء، تصوير فيستا يشكّل حجر الزاوية في الجهود المبذولة لتبادل الصور الطبية بين النظامين.
"عندما يعود الجنود من العراق وأفغنستان ويدخلون أخيراً نظام شؤون المحاربين القدماء، الصور سوف تكون قادرة على التحرك من وزارة الدفاع إلى وزارة شؤون المحاربين القدماء بسلاسة."
أخيراً، وزارة الدفاع ووزارة شؤون المحاربين القدماء يجب أن تكون قادرة على مشاركة جميع أنواع ملفات الصور من جميع المواقع. تحسينات إضافية إلى تصوير فيستا تتضمّن تطوير السجلّ المركزي لجميع صور شؤون المحاربين القدماء (سواء تمّ اكتسابها من خلال فيستا أو نظام تجاري) وفهرسة جديدة وقدرات بحث.

## الإتاحة
البرنامج لتصوير فيستا تمّ جعله متاحاّ من خلال قانون حرية المعلومات بحيث يكون في المجال العام. بسبب تعيينه كجهاز طبي، مع ذلك، لا يمكن اعتباره برنامج حرّ مفتوح المصدر وبالتالي لا يمكن تعديله أو تطبيقه بدون موافقة إدارة الغذاء والدواء. تمّ ذلك عن عمد للحدّ من توزيع تصوير فيستا.
رغم أنّه يمكن استخدامه في مرفقات الرعاية الصحية الّتي هي خارج وزارة شؤون المحاربين القدماء، هذا ممكن فقط إذا كانت وحدات الملكية التي تكاملت معها هي أيضاً مرخّصة والتطبيق مسجّل مع إدارة الغذاء والدواء. هذا حدّد استعماله على نحو فعّال للمؤسّسات الحكوميّة الّتي لديها رخصة وحدات الملكيّة.
إنّه متوافر اسميّاً من خلال مكتب طلب برامج وزارة شؤون المحاربين القدامى مقابل نحو 15$.

## وحدات الملكية المطلوبة
تصوير فيستا يستخدم وحدات ملكيّة ليست في المجال العام. هذا يجعل استخدامه في المجال العام محدوداً.
هذه الوحدات تتضمّن (آكوسوفت) معدات الصورة OCX-32 نسخة المحترف الذهبية 8.0.4، (آكوسوفت) الامتداد الطبي/OCX-32 النسخة 1.1.40، بورلاند ديلفي النسخة الاحترافية 5.0 بناء 6.18، بورلاند ديلفي النسخة الاحترافية 7.0 بناء 8.1 ,(جنرال الكتريك ماركويت الطبي) نسخة تأمل واجهة برمجة التطبيقات 005أ والنسخة 005ب بناء 19990324، ماتروكس اكتيف ميل 7.5، نسخة دوم 4.0.2.3، (أنظمة مرافقة) دوران 32.OCX، (كوداك) نسخة تحكم الإدارة 5.0.2134.1، (كوداك) نسخة تحكم التحرير 5.0.2195.6601، (ماكروميديا) مساعدة آلية HTML x5.0.2, (أنظمة مشتركة) نسخة MSM 4.4.0 ,(أنظمة مشتركة) نسخة الكاش 5.0.20، (شركة أوير) أكوراد جاكسويت لضغط وفك الضغط نسخة V3.8.0.0، (برامج جسر لوريل) أدوات ديكوم نسخة 2.8.7 أ، (سينتيليون) نسخة محدد التجانح 3.3.1.8907.

## المصدر المفتوح البديل المتوافق مع فيستا
منتج مفتوح المصدر متعدد البرامج O3-DPACS ("فتح ثلاثة (O3) - أرشفة البيانات والصور ونظام الاتصالات") هو بديل أساسه جافا لتطبيقات فيستا المفتوحة المصدر الّتي من المحتمل أن تنجز نفس الوظائف الّتي يقدمها تصوير فيستا ضمن وزارة شؤون المحاربين القدماء.

## استرجاع المعلومات بعد كارثة طبيعية
نظام تصوير فيستا كان متين بما فيه الكفاية لاستعادته بعد أن أتلف إعصار كاترينا مرفق البيانات في وزارة شؤون المحاربين القدماء في نيوأورليانز. هذا النّوع من النسخ الاحتياطي أثبت أنّه أقوى من نظام التسجيل على الورق.

## وصلات خارجية
- "نظرة عامة على تصوير فيستا" نسخة محفوظة 22 سبتمبر 2016 على موقع واي باك مشين.. وزارة شؤون المحاربين القدماء. استرجع 16تموز، 2010.
- "أجهزة الالتقاط المعتمدة للاستخدام مع تصوير فيستا (إنترنت IHS)".آذار 2007.
- "أجهزة ديكوم الموافق عليها للاستخدام مع تصوير فيستا"
- "تصوير فيستا في IHS RPMS EHR" نسخة محفوظة 22 سبتمبر 2016 على موقع واي باك مشين..تشرين الثاني 2009.